# Biergerlëscht
Die Biergerlëscht (deutsch Bürgerliste) war eine politische Liste in Luxemburg.
Die politische Liste wurde kurz vor der Parlamentswahl in Luxemburg 2009 vom ehemaligen ADR-Abgeordneten Aly Jaerling ins Leben gerufen wurde. Die Partei trat auf nationaler Ebene in den Wahlbezirken im Norden und Süden des Landes an und nahm auch an den Europawahlen 2009 teil. Sie erreichte einen Stimmanteil von 0,8 % auf nationaler Ebene (0,8 % im Norden; 1,7 % im Süden). Dieses Resultat verwehrte ihnen ein Mandat in der Chambre des Députés.
Die Programmatik der Partei lehnte den Vertrag von Lissabon ab und stand ein für ein Europa der Nationen sowie die Anerkennung der luxemburgischen Sprache in der Europäischen Union. Auf der Liste kandidierten mehrere bekannte Persönlichkeiten, u. a. der ehemalige FPL-Vorsitzende Jean Ersfeld, die luxemburgischen Musiker Albert Nerini und Luc Haas, der Karikaturzeichner Gaston Blaat, sowie der Journalist und ehemaliges KPL-Mitglied Jean-Marie Jacoby.
Die Liste trat 2011 bei den Gemeindewahlen in Esch an der Alzette an, konnte allerdings mit 2,30 % kein Mandat im Gemeinderat erlangen. 
Bei der Kammerwahl 2013 trat die Biergerlëscht nicht erneut an.